# 上野篤
上野 篤（うえの あつし、1882年〈明治15年〉4月8日 - 1926年〈大正15年〉9月23日）は、日本の政治家。第7代鹿児島市長。

## 経歴
東京高等師範学校卒業。卒業後は鳥取県師範学校で教鞭を執った。その後、大阪市役所に入り主事となり、財団法人協調会参事を務めた。1923年（大正12年）、当時の鹿児島市長伊集院俊に迎えられ、助役に就任する。
1925年（大正14年）2月4日、伊集院が死去。上野は市長代理を経て、同年5月28日付で正式に市長に就任する。市長就任後は市章の制定、青少年教育の充実、学校施設の整備、市公会堂の建設など数々の業績を挙げた。
1926年9月、妻子を連れて公務のため上京。その帰途の9月23日、山陽本線特急列車脱線事故に遭遇する。上野は息子（当時4歳）とともに死亡、妻は重傷を負った。

## 親族
- 上原謙 - 俳優、妻の従弟。上野が上京した目的は公務と妻の実家に跡取りがいなかったため、分家から池端清亮（上原謙の本名）を本家の養子にする話をつけるためで、養子の話はまとまったが、この列車事故で養子の話は白紙となった。この一件は2015年にNHKの番組『ファミリーヒストリー』で清亮の息子の加山雄三が登場した際にも取り上げられた[4][5]。